# Pinudjem II.
Pinudjem II., auch Pinodjem II., war während der ausgehenden 21. Dynastie (Dritte Zwischenzeit) in den Jahren 990 bis 969 v. Chr. „Hoherpriester des Amun“ in Theben.

## Familie
Pinudjem II. war der Sohn des Hohepriesters Mencheperre und der Isetemachbit III. und der Bruder seines Amtsvorgängers Smendes II. In erster Ehe war Pinudjem mit seiner Schwester Isetemachbit IV. verheiratet. Ihr gemeinsamer Sohn war Psusennes II. Seine zweite Ehefrau war eine Tochter seines Bruders, Neschons. Aus dieser Ehe ging seine Tochter Nesitaneb-aschru hervor.

## Wirken
Da sowohl Pinudjem II. als auch seine Gemahlin Neschons eine Vielzahl von priesterlichen Ämtern innehatten, hatten sie beide Ansprüche auf entsprechend hohe Einkünfte. Neschons war unter anderem Oberhaupt der südlichen Fremdländer und Vizekönigin von Nubien.

## Begräbnis
Pinudjem II. und Neschons wurden in der Cachette von Deir el-Bahari (DB320) begraben. Die Cachette diente ab der 22. Dynastie als Mumiendepot, welches unter Scheschonq I. zum Schutz vor Grabräubern angelegt wurde.

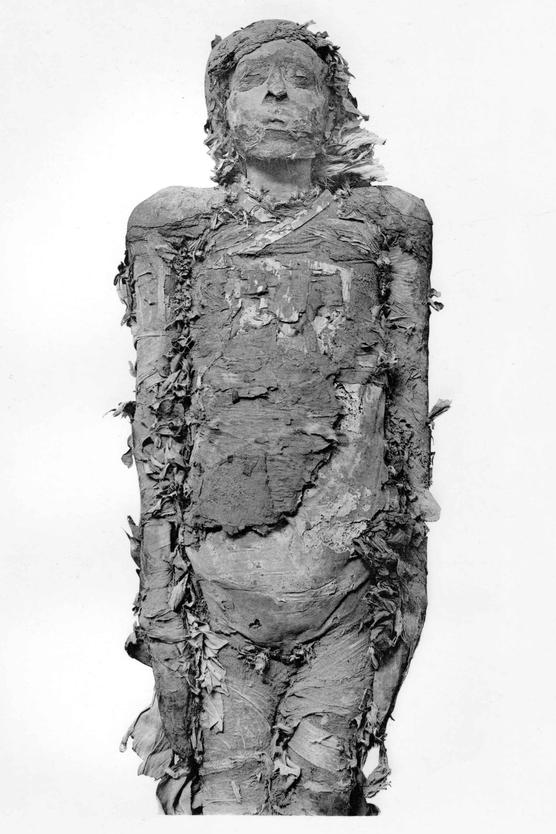
Mumie des Pinudjem II.